# 海軍総司令部 (ドイツ)
海軍総司令部（かいぐんそうしれいぶ、ドイツ語: Oberkommando der Marine, 略号：OKM）は、ドイツ国防軍海軍の最高指揮機関。隷下には海戦司令部（参謀本部）や兵器局、艦隊司令部や各方面司令部などがある。海軍最高司令部とも訳される。

## 海軍総司令官
海軍総司令官（Oberbefehlshaber der Kriegsmarine）。
- エーリッヒ・レーダー海軍元帥（1935年6月1日 - 1943年1月30日）
- カール・デーニッツ海軍元帥（1943年1月30日 - 1945年4月30日）
- ハンス＝ゲオルク・フォン・フリーデブルク海軍大将（1945年5月1日 - 1945年5月23日）
- ヴァルター・ヴァルツェハ海軍大将（1945年5月23日 - 1945年7月22日）

## 海軍総司令部参謀長
参謀長（Chefs des Stabes）。
- Hermann Densch海軍少将（1936年1月 - 1936年9月）
- Hermann Mootz海軍大佐/海軍少将（1936年10月 - 1939年1月）
- Erich Schulte Mönting海軍少将（1939年1月 - 1944年2月）
- Hans von Davidson海軍大佐（1944年2月 - 1945年4月）
- Heinrich Gerlach海軍大佐（1945年5月）